# Géraldine Ruckstuhl
Géraldine Ruckstuhl (* 24. Februar 1998 in Altbüron) ist eine ehemalige Schweizer Siebenkämpferin.

## Sportliche Laufbahn
Géraldine Ruckstuhl wurde 2015 an den U18-Weltmeisterschaften in Cali mit 6037 Punkten U18-Weltmeisterin. Im folgenden Jahr trat sie bei den U20-Weltmeisterschaften im Speerwurf an und klassierte sich mit 53,38 m als Siebte.
Am 27. Mai 2017 realisierte sie am Hypo-Meeting in Götzis eine persönliche Bestleistung in jeder Disziplin: 13,96 s über 100 Meter Hürden, 1,77 m im Hochsprung, 13,89 m im Kugelstossen, 24,80 s über 200 Meter. Der zweite Wettkampftag begann mit einem Rekord im Weitsprung (5,78 m), danach stellte sie im Speerwurf mit der Weite von 58,31 m einen neuen Schweizer Rekord auf. Dank einer weiteren Bestzeit über die 800 Meter (2:16,68 min), verbesserte sie den Schweizer Rekord im Siebenkampf auf 6291 Punkte. Dieser Rekord hielt jedoch nur eineinhalb Monate, da Caroline Agnou am 14. Juli auf 6330 Punkte kam.
Am 20. und 21. Juli 2017 nahm die Luzernerin an den U20-Europameisterschaften in Grosseto teil, wo sie sich ein Duell mit der Ukrainerin Alina Schuch lieferte. Diese hat sie zuvor zweimal geschlagen, 2015 in Cali und im Mai 2017 in Götzis. Zwei Wochen zuvor unterlag ihr Ruckstuhl jedoch in Tallinn. In Grosseto erzielte Ruckstuhl 13,98 s über 100 Meter Hürden und lag damit trotz starkem Gegenwind nur knapp über ihrem persönlichen Rekord (13,96 s). Sie verbesserte danach ihren persönlichen Rekord im Hochsprung (1,81 m), bevor sie die Kugel auf 13,55 m stiess und über 200 Meter neue Bestzeit (24,74 s) lief. Nach dem ersten Tag lag die Schweizerin mit 3646 Punkten in Führung, vor der Britin Niamh Emerson (3576) und vor Alina Schuch (3566). Am zweiten Tag kam Ruckstuhl im Weitsprung auf 5,97 m. Schuch konnte mit 6,33 m die Führung im Siebenkampf übernehmen. Anschliessend schlug sie Ruckstuhl im Speerwurf (54,51 m gegenüber 54,32 m). Im 800-Meter-Lauf gab die Schweizerin ihr Bestes, um Punkte aufzuholen, und verbesserte dabei ihren Rekord um vier Sekunden auf 2:12,56 min. Sie sicherte sich mit 6357 Punkten die Silbermedaille und stellte dabei einen neuen Landesrekord auf.
Am 5. und 6. August 2017 durfte sie an den Weltmeisterschaften in London starten. In der ersten Disziplin verbesserte sie ihre persönliche Bestzeit bei den 100 Meter Hürden auf 13,80 s. Mit 6230 Punkten beendete sie den Siebenkampf auf Rang 11.
2018 wurde Ruckstuhl Schweizer Hallenmeisterin im Hochsprung sowie zum zweiten Mal nach 2016 im Fünfkampf. An den Europameisterschaften in Berlin belegte sie mit 6260 Punkten den neunten Rang. Zum Saisonabschluss verbesserte sie ihren Landesrekord am Décastar im französischen Talence auf 6391 Punkte. Im Jahr darauf siegte sie bei den U23-Europameisterschaften in Gävle mit 6274 Punkten und qualifizierte sich damit für die Weltmeisterschaften in Doha, bei denen sie mit 6159 Punkten auf den neunten Platz gelangte. Anschliessend nahm sie im Speerwurf an den Militärweltspielen in Wuhan teil und gelangte dort mit einem Wurf auf 49,74 m auf den fünften Platz.
Verletzungen und Erkrankungen warfen Géraldine Ruckstuhl danach oft zurück. Aufgrund einer Fussverletzung verpasste sie die Olympischen Spiele in Tokio. Im Januar 2024 verhinderte eine Grippe den Start in die Saison mit den nationalen Hallenmeisterschaften in St. Gallen. Im März 2024 beendete Ruckstuhl ihre Karriere, da sie sich nicht mehr ausreichend für die Leichtathletik motivieren könne.

## Persönliche Bestleistungen
- Speerwurf: 58,31 m, 28. Mai 2017 in Götzis (Schweizer Rekord)
- Siebenkampf: 6391 Punkte, 16. September 2018 in Talence (bis 1. Mai 2022 Schweizer Rekord)
  - Fünfkampf (Halle): 4489 Punkte, 3. Februar 2019 in Magglingen

## Ehrungen
- 2017: «Youngster des Jahres»[7]